# Joan de Castellnou
Joan de Castelnou o Castellnou o Castelnau (fl. 1341-1355) è stato un trovatore del Consistori del Gay Saber attivo a Tolosa.

## Opera
Ci ha lasciato cinque o sei cansos, tre vers, una dansa, un conselh e un sirventes. Tuttavia, i suoi componimenti più famosi sono quelli non lirici: una grammatica (compendi) chiamata Las flors del gay saber, estier dichas las Leys d'amors e un glossario (glosari) sul Doctrinal (1324) del suo predecessore, Raimon de Cornet.
Il Glosari di Joan, di solito datato al 1341, è un'analisi critica del Doctrinal, non una grammatica completa di per sé. La sua Leys, tuttavia, è l'ultimo e il più vasto trattato grammaticale occitano medievale scritto con l'intenzione di conservare la forma letteraria della lingua. Esso è altamente sistematico e prescrittivo. Il suo doppio titolo indica la stretta relazione nella tradizione lirica medievale tra la scienza poetica (gay saber) e l'arte d'amore (amors). La datazione della Leys è meno certa; Boase la situa tra il 1328 e il 1337, mentre Jeanroy la colloca in una data successiva, nel 1355. Probabilmente venne commissionata dal Consistori come compendio di conoscenza grammaticale per un vasto pubblico e per "rivelare" l'arte segreta della poesia. Il suo autore — dato per ignoto, ma oggi di solito identificato con Joan — cerca inoltre di trattenere gli amanti dall'amore disonesto. Un parallelo è stato osservato tra la Leys e il prologo del Libro de Buen Amor di Juan Ruiz.

### Componimenti

#### Compendi
- Aquest es lo Compendis de la conexensa dels vicis ques podon esdevenir en los dictats del Gay Saber

#### Cansos
- Dieus! E com soy alegres e joyos
- Pus midons val tant, si Deus m'enantischa
- Si co·l soleyls, per son cors acomplir
- Tan soi leyals envas ma bel' aymia
- Valor ses frau, dona, tenetz en car

#### Dansa
- Axi·m te dins el gran briu

#### Sirventes
- Tant es lo mons ples d'amor descorteza

#### Sirventes (vers)
- Qui de complir tot son plazer assaya
- Si com de cauza vedada
- Tot claramen vol e mostra natura

#### Tenso (conseyll)
- Al gay coven vuyl far aquest deman